# Aphélie

La planète est à l'aphélie au point no 1.

L’aphélie (nom masculin) est le point de la trajectoire d'un objet céleste en orbite héliocentrique qui est le plus éloigné du centre de masse, donc du Soleil (dans le cas du système solaire).
L'antonyme d’aphélie est périhélie.
L’aphélie est une dénomination particulière du terme générique astronomique apoapside.

## Étymologie
Le mot aphélie est composé de deux mots qui viennent du grec ancien ἀπό / apó, « au loin, en s'éloignant de », et ἥλιος / hḗlios, « soleil ». Autrement dit, le point le plus éloigné du Soleil.
Contrairement à ce que l'on pourrait croire, le prononciation correcte est /afeli/ ("aféli") et non /apeli/ ("apéli"). En effet, l'usage du grec ancien veut que, puisque le mot ἥλιος s'écrit avec un esprit rude (qui marque l'aspiration de la voyelle η, êta), le π (pi) qui le précède devient φ (phi) lors de la contraction des deux termes. Conformément à ce principe, on trouve, par exemple chez Platon, la formule ὑφ'ἡδονῆς/huph'hêdonês (Platon, Phèdre, 259b) pour la contraction de ὑπό/hupo et ἡδονῆς/hêdones. De même prononce-t-on "éphémère" et non "épémère" l'adjectif formé à partir des mots ἐπί/epi ("ce qui couvre", "ce qui est sur quelque chose") et ἡμέρα/hêmera ("le jour").

## Cas de la Terre
La Terre est à son aphélie autour du 4 juillet, à une distance de 1,017 ua. Cette date se décale en moyenne d'environ vingt minutes par année sidérale (hors effet des irrégularités du calendrier), du fait de la précession apsidale soit celle de l'orbite terrestre.
La date et l'heure de passage de la Terre à l'aphélie varient donc légèrement d'une année sur l'autre, du fait de la précession de l'orbite terrestre et de diverses perturbations apportées par la position des autres planètes du Système solaire, et du fait des particularités de notre calendrier civil.
La Terre décrit une orbite elliptique dont le Soleil occupe un des foyers.

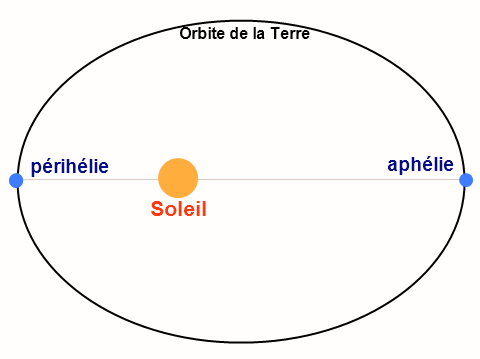
On a ci-dessus le schéma simplifié de la rotation de la Terre autour du Soleil, montrant ces deux points particuliers que sont l’aphélie et le périhélie (l'ellipticité est volontairement exagérée sur ce schéma, l'orbite de la Terre étant en pratique très proche d'un cercle).

| Année | Périhélie | Périhélie   | Aphélie   | Aphélie     |
| ----- | --------- | ----------- | --------- | ----------- |
| Année | Date      | Heure (UTC) | Date      | Heure (UTC) |
| 2007  | 3 janvier | 20:00       | 7 juillet | 00:00       |
| 2008  | 3 janvier | 00:00       | 4 juillet | 08:00       |
| 2009  | 4 janvier | 15:00       | 4 juillet | 02:00       |
| 2010  | 3 janvier | 00:00       | 6 juillet | 11:00       |
| 2011  | 3 janvier | 19:00       | 4 juillet | 15:00       |
| 2012  | 5 janvier | 00:00       | 5 juillet | 03:00       |
| 2013  | 2 janvier | 05:00       | 5 juillet | 15:00       |
| 2014  | 4 janvier | 12:00       | 4 juillet | 00:00       |
| 2015  | 4 janvier | 07:00       | 6 juillet | 19:00       |
| 2016  | 2 janvier | 23:00       | 4 juillet | 16:00       |
| 2017  | 4 janvier | 14:00       | 3 juillet | 20:00       |
| 2018  | 3 janvier | 06:00       | 6 juillet | 17:00       |
| 2019  | 3 janvier | 05:00       | 4 juillet | 22:00       |
| 2020  | 5 janvier | 08:00       | 4 juillet | 12:00       |
| 2021  | 2 janvier | 07:48       | 5 juillet | 22:27       |
| 2022  | 4 janvier | 06:55       | 4 juillet | 07:11       |
| 2023  | 4 janvier | 07:11       | 6 juillet | 20:07       |
| 2024  | 3 janvier | 00:39       | 5 juillet | 05:06       |
| 2025  | 4 janvier | 13:28       | 3 juillet | 19:55       |
| 2026  | 3 janvier | 17:16       | 6 juillet | 17:31       |
| 2027  | 3 janvier | 02:33       | 5 juillet | 05:06       |
| 2028  | 5 janvier | 12:28       | 3 juillet | 22:18       |
| 2029  | 2 janvier | 18:13       | 6 juillet | 05:12       |

## Lien avec les saisons
C'est principalement l'inclinaison de l'axe de la Terre par rapport au plan de l'écliptique qui est responsable du phénomène des saisons. Ceci étant, le fait que le périhélie tombe au début du mois de janvier a pour effet que l'hémisphère Sud reçoit plus d'énergie solaire en été que l'hémisphère Nord. À l'inverse, le fait que l'aphélie tombe au début du mois de juillet a pour effet que l'hémisphère Sud reçoit moins d'énergie solaire que l'hémisphère Nord en hiver. La différence est environ de 3 %.

On trouve souvent l'assertion que ceci diminue l'écart de températures entre hiver et été dans l'hémisphère Nord et l'augmente dans l'hémisphère Sud. C'est cependant oublier que la masse des océans, qui a un effet modérateur par sa capacité thermique, est beaucoup plus importante dans le Sud et qu'il faut également prendre en compte le fait que la glace polaire du continent Antarctique réfléchit plus de lumière solaire que celle de l'Arctique en raison de leurs tailles respectives. Il faut retenir que les phénomènes climatiques sont très complexes et qu'on ne peut pas tirer de conclusions aussi rapides. 

C'est en fait un phénomène qui produit une tendance qui se rajoute à d'autres phénomènes, comme ceux cités de l'inégalité du rapport continents/océans et de l'inégalité des calottes polaires des hémisphères Nord et Sud.